# Horten H VIII
Das Projekt Horten H VIII der Brüder Horten betraf ein reines Nurflügel-Transatlantikflugzeug, das sämtliche Lasten in den Flügeln aufnehmen sollte.
An der Entwicklung wurde von 1944 bis zum Kriegsende gearbeitet. Angetrieben werden sollte die H VIII von sechs Kolbentriebwerken Jumo 222 mit einer Leistung von je 3000 PS. Alternativ dazu waren auch Propellerturbinen vorgesehen. Um Erkenntnisse zum Bau eines solch großen Nurflüglers zu sammeln, wurde 1945 mit dem Bau eines flugtüchtigen Musters im Maßstab 1:2 begonnen; dieses sollte von sechs Argus-As-10-C-Motoren mit je 240 PS Leistung angetrieben werden und einer Drei-Mann-Besatzung Platz bieten. Die Fertigstellung des Modells war für Juli 1945 geplant.

## Technische Daten
| Kenngröße             | Horten H VIII (Originalgröße)                       |
| --------------------- | --------------------------------------------------- |
| Besatzung             |                                                     |
| Passagiere            |                                                     |
| Länge                 | 32,0 m                                              |
| Spannweite            | 80,0 m                                              |
| Höhe                  | 7,0 m                                               |
| Flügelfläche          | 600 m²                                              |
| Flügelstreckung       | 10,7                                                |
| Leermasse             | 45.000 kg                                           |
| max. Startmasse       | 120.000 kg                                          |
| Reisegeschwindigkeit  |                                                     |
| Höchstgeschwindigkeit |                                                     |
| Dienstgipfelhöhe      | 14.000 m                                            |
| Reichweite            | 20.000 km                                           |
| Triebwerke            | sechs Junkers Jumo 222 oder sechs Propellerturbinen |